# دان ريفرز
دان ريفرز (بالإنجليزية: Dan Rivers)‏؛ هو كبير المراسلين الدوليين في سي إن إن.

## النشأة والمسيرة
درس دان ريفرز العلوم الاجتماعية من جامعة درهام والصحافة التلفزيونية من كلية فالمث الجامعية. كان المرسل الجنائي لقناة آي تي في نيوز. غطى إعصار نرجس في بورما.

## الجوائز
- جوائز جورج بولك، للتغطية التلفزيونية الدولية، 2009

## وصلات خارجية
- دان ريفرز على موقع IMDb (الإنجليزية)

- السيرة الرسمية في موقع سي إن إن